# Sciotérico
El Sciotérico es un instrumento en gnomónica empleado para el diseño empírico de relojes de sol (principalmente verticales). Se diseñó por primera vez en 1606, en un libreto titulado: "Instrumentum Instrumentorum: Horologiorvm Sciotericorvm,  (...)".

## Características
El sciotérico es un instrumento que ayuda al trazado de los relojes solares, consiste en una especie de plantilla que se proyecta sobre una superficie. La plantilla permite orientarse mediante el empleo de una pequeña brújula. Esta superficie permite el trazado de las líneas horarias.   